# Eva Comas-Arnal
Eva Comas-Arnal   (Gavà, 1975) és escriptora, traductora, periodista, filòloga, narradora oral i professora del Departament de Filologia Catalana de la Universitat Autònoma de Barcelona. Ha publicat diverses investigacions sobre l'obra de Mercè Rodoreda, les més destacades de les quals són Afinar l'estil (IEC, 2022) i El somni blau (IEC, 2020).
També ha realitzat diverses investigacions sobre l'educació a Catalunya en època republicana i en el primer franquisme, recerques entre les quals destaquen Anar a escola a Castellbisbal entre 1939 i 1965 (Ajuntament de Castellbisbal, 2023), L'educació a Caldes de Montbui entre 1931 i 1959 (Ajuntament de Caldes de Montbui, pendent de publicació) i Els nens de l'Adelita. Retrat d'una escola semiclandestina a Gavà (Ajuntament de Gavà i Diputació de Barcelona, 2019).
Ha col·laborat en els programes Més 324 de la CCMA, El món a RAC1, La primera pedra de RAC1 i en transmissions especials als directes d'El Nacional. També forma part del consell de redacció de la revista Serra d'Or i escriu regularment a la revista científica Mètode de la Universitat de València.
Dirigeix el pòdcast dedicat a l'obra de Mercè Rodoreda titulat «La Maraldina. Viatge a l'univers més desconegut de Mercè Rodoreda en format pòdcast».
És conferenciant i imparteix tallers relacionats amb la temàtica literària. Per exemple, el cicle «Faràndula literària» de la Biblioteca de Castelldefels, en el qual ha dut a terme sessions sobre la biografia de Mary Shelley, Anton Txékhov, Stefan Zweig i Franz Kafka. També és dinamitzadora dels clubs de lectura sobre l'obra de Mercè Rodoreda d'Espais escrits de la Institució de les Lletres Catalanes. L'any 2015 va guanyar el Premi Pirineu de Narració Literària amb el relat «La serp de foc» (Ajuntament d'Organyà, 2015).

## Obra publicada

### Narrativa
- Mercè i Joan (Proa, 2024) (Premi Proa de Novel·la 2024)[16]
- La serp de foc (Ajuntament d'Organyà, 2015)

### Assaig
- Anar a escola a Castellbisbal entre 1939 i 1965 (Ajuntament de Castellbisbal, 2023)
- Videojuegos y bienestar: las contribuiciones del medio interactivo al benestar psicológico, físico y social (Iniciativa Digital Politècnica. Publicacions Acadèmiques Digitals de la UPC, 2023) juntament amb Marta Fernández Ruiz i Carles Sora Domenjó.
- Afinar l'estil. La reescriptura de La mort i la primavera de Mercè Rodoreda a partir dels comentaris d'Armand Obiols (IEC, 2022)
- El somni blau. Estudi dels somnis en la narrativa de Mercè Rodoreda (IEC, 2020)
- Els nens de l'Adelita. Retrat d'una escola semiclandestina a Gavà (Ajuntament de Gavà i Diputació de Barcelona, 2019)
- Life without media (Peter Lang, 2013) com a coeditora
- La ràdio en essència (Trípodos, 2010)
- El català en els mitjans de comunicació. Situació actual i perspectives (IEC, 2002) amb altres autors

### Traducció
- Anne de les Teules Verdes de Lucy Maud Montgomery (Viena Edicions, 2024)